# Letitia Wright
Letitia Michelle Wright (Georgetown, 31 ottobre 1993) è un'attrice britannica.
Salita alla ribalta nel 2017 con la sua interpretazione in un episodio della pluripremiata serie televisiva Black Mirror, per cui si aggiudica una candidatura al Premio Emmy, ha consolidato la propria fama anche a livello internazionale grazie all'interpretazione di Shuri nei film del Marvel Cinematic Universe. Per Black Panther (2018), la Wright ha inoltre vinto un Teen Choice Awards e soprattutto il BAFTA alla miglior stella emergente nel 2019.

## Biografia
Nata in Guyana, all'età di sette anni si stabilisce a Londra con la sua famiglia. Ottiene i primi ruoli in produzioni televisive britanniche, ma si fa notare per suoi ruoli cinematografici in My Brother the Devil e Urban Hymn. Per quest'ultimo ha ottenuto una candidatura come miglior esordiente ai British Independent Film Awards 2016. 
Per la televisione ha interpretato il ruolo di Vivienne Scott nelle serie televisiva Banana e Cucumber, create da Russell T Davies. Nel 2015 è apparsa nell'episodio Affrontare il corvo della nota serie Doctor Who, mentre nel 2016 recita nella seconda stagione di Humans. È protagonista dell'ultimo episodio della quarta stagione della fortunata serie Black Mirror per cui veste i panni di Nish, una ragazza che si ritrova per caso a visitare il misterioso Black Museum. La sua interpretazione, apprezzata dalla critica, le vale una candidatura ai Premi Emmy 2018 come miglior attrice non protagonista in una miniserie o film.
In seguito ottiene il ruolo di Shuri, sorella minore di T'Challa, nel diciottesimo film del Marvel Cinematic Universe Black Panther e ha una parte in Ready Player One di Steven Spielberg, entrambi distribuiti nel 2018. Per Black Panther si aggiudica un Teen Choice Awards, due candidature agli MTV Movie & TV Awards e il BAFTA alla miglior stella emergente nell'ambito dei Premi BAFTA 2019.  Sempre nel 2018 ritorna a vestire i panni di Shuri nel film Avengers: Infinity War e nel suo sequel Avengers: Endgame, distribuito l'anno seguente. Nell'aprile 2019 è apparsa con Donald Glover e Rihanna nel film musicale Guava Island. Nel 2022 ha vestito nuovamente i panni di Shuri nei film Black Panther: Wakanda Forever (diretto da Ryan Coogler) e Avengers: Doomsday (2026).

## Filmografia

### Attrice

#### Cinema
- Victim, regia di Alex Pillai (2011)
- My Brother the Devil, regia di Sally El Hosaini (2012)
- Urban Hymn, regia di Michael Caton-Jones (2015)
- L'uomo sul treno - The Commuter (The Commuter), regia di Jaume Collet-Serra (2018)
- Black Panther, regia di Ryan Coogler (2018)
- Ready Player One, regia di Steven Spielberg (2018)
- Avengers: Infinity War, regia di Anthony e Joe Russo (2018)
- Guava Island, regia di Hiro Murai (2019)
- Avengers: Endgame, regia di Anthony e Joe Russo (2019)
- Assassinio sul Nilo (Death on the Nile), regia di Kenneth Branagh (2022)
- Le gemelle silenziose (The Silent Twins), regia di Agnieszka Smoczyńska (2022) - anche produttrice
- Black Panther: Wakanda Forever, regia di Ryan Coogler (2022)
- Circondato (Surrounded), regia di Anthony Mandler (2023)

#### Televisione
- Holby City – serie TV, 2 episodi (2011)
- Top Boy – serie TV, 4 episodi (2011)
- Coming Up – serie TV, episodio 11x03 (2013)
- Glasgow Girls, regia di Brian Welsh – film TV (2014)
- Chasing Shadows – miniserie TV, 2 episodi (2014)
- Banana – miniserie TV, 3 episodi (2015)
- Cucumber – miniserie TV, 4 episodi (2015)
- Doctor Who – serie TV, episodio 9x10 (2015)
- Humans – serie TV, 7 episodi (2016)
- Black Mirror – serie TV, episodio 4x06 (2017)
- Small Axe – miniserie TV, episodio 1x01 (2020)

#### Videoclip
- Nice for What di Drake (2018)

### Produttrice
- Surrounded, regia di Anthony Mandler (2023)

## Riconoscimenti
- BAFTA
  - 2019 - Miglior stella emergente

- British Academy Television Awards
  - 2021 - Candidatura alla miglior attrice per Small Axe:Mangrove

- Black Reel Awards
  - 2018 - Miglior attrice non protagonista in una miniserie o film televisivo per Black Mirror
  - 2019 - Candidatura alla miglior attrice non protagonista cinematografica per Black Panther
  - 2021 - Candidatura alla miglior attrice non protagonista in una miniserie o film televisivo per Small Axe
  - 2023 - Candidatura alla miglior attrice protagonista cinematografica per Black Panther: Wakanda Forever

- Critic's Choice Super Awards
  - 2023 - Candidatura alla miglior attrice protagonista in un film di Supereroi per Black Panther: Wakanda Forever

- Premio Emmy
  - 2018 - Candidatura alla miglior attrice non protagonista in una miniserie o film per la televisione per Black Mirror

- NAACP Image Award
  - 2019 - Candidatura alla miglior attrice non protagonista in un film per Black Panther
  - 2019 - Miglior cast cinematografico per Black Panther
  - 2019 - Miglior ruolo fondamentale per Black Panther
  - 2022 - Miglior performance vocale di un personaggio in un film per Sing 2
  - 2023 - Candidatura alla miglior attrice protagonista in un film per Black Panther: Wakanda Forever
  - 2023 - Miglior cast cinematografico per Black Panther: Wakanda Forever

- Screen Actors Guild Award
  - 2019 - Miglior cast cinematografico per Black Panther

## Doppiatrici italiane
Nelle versioni in italiano delle opere in cui ha recitato, Letitia Wright è stata doppiata da:
- Erica Necci in Black Panther, Avengers: Infinity War, Assassinio sul Nilo, Black Panther: Wakanda Forever, Circondato
- Roberta De Roberto in Humans
- Perla Liberatori in Black Mirror